# 琳达·哈索恩
琳达·哈索恩（英語：Linda Hathorn，1982年5月23日—），旧姓孔索兰特（Consolante），加拿大女子足球运动员。她曾代表加拿大国家队参加2003年泛美运动会足球比赛，获得一枚银牌。她也曾入选2003年国际足联女子世界杯加拿大队名单。